# Roman Vajs
Roman Vajs (Liptovský Mikuláš, 18 de noviembre de 1974) es un deportista eslovaco que compitió en piragüismo en la modalidad de eslalon.
Ganó dos medallas en el Campeonato Mundial de Piragüismo en Eslalon, plata en 1999 y bronce en 1993, y cuatro medallas en el Campeonato Europeo de Piragüismo en Eslalon entre los años 1996 y 
2002.

## Palmarés internacional
| Campeonato Mundial | Campeonato Mundial                   | Campeonato Mundial | Campeonato Mundial |
| Año                | Lugar                                | Medalla            | Competición        |
| ------------------ | ------------------------------------ | ------------------ | ------------------ |
| 1993               | Mezzana (Italia)                     | Medalla de bronce  | C2 por equipos     |
| 1999               | Seo de Urgel (España)                | Medalla de plata   | C2 por equipos     |
| Campeonato Europeo |                                      |                    |                    |
| Año                | Lugar                                | Medalla            | Competición        |
| 1996               | Augsburgo (Alemania)                 | Medalla de bronce  | C2 por equipos     |
| 1998               | Roudnice nad Labem (República Checa) | Medalla de plata   | C2 por equipos     |
| 2000               | Mezzana (Italia)                     | Medalla de plata   | C2 por equipos     |
| 2002               | Bratislava (Eslovaquia)              | Medalla de oro     | C2 por equipos     |